# 리이슈 (유튜버)
리이슈(중국어: 李易修,리역수, 1988년 6월 10일 ~)는 대만의 남성 유튜버이다. "역사가"(HistoryBro)로 알려져, 범람연맹의 정치 활동가이다.

### 출전
1. ↑  “民進黨上演大亂鬥 歷史哥爆料：英系無人接班很焦躁 - 政治”. 《中時新聞網》 (중국어). 2021년 12월 10일에 확인함.
2. ↑  “2022高雄市長選戰 他點名藍軍2戰將「強中之強」 - 政治”. 《中時新聞網》 (중국어). 2021년 12월 10일에 확인함.